# Eosentomon jinhongense
Eosentomon jinhongense är en urinsektsart som beskrevs av Yin 1982. Eosentomon jinhongense ingår i släktet Eosentomon och familjen trakétrevfotingar. Inga underarter finns listade i Catalogue of Life.